# Associazione Sportiva Forlì 1929-1930
Questa pagina raccoglie le informazioni riguardanti l'Associazione Sportiva Forlì nelle competizioni ufficiali della stagione 1929-1930.

## Stagione
Nella stagione 1929-1930 il Forlì ha disputato il girone C del campionato di Prima Divisione Nord. Con 26 ha ottenuto il nono posto in classifica.

## Rosa
| N. |                   | Ruolo | Calciatore          |
| -- | ----------------- | ----- | ------------------- |
|    | Italia (bandiera) | P     | Ercole Foschini     |
|    | Italia (bandiera) | P     | Nettuno Romualdi    |
|    | Italia (bandiera) | D     | Camprini            |
|    | Italia (bandiera) | D     | Tonino Gramellini   |
|    | Italia (bandiera) | D     | Quadrelli           |
|    | Italia (bandiera) | D     | Ricci               |
|    | Italia (bandiera) | D     | Stelio Vanoli       |
|    | Italia (bandiera) | C     | Stefano Chiaramello |
|    | Italia (bandiera) | C     | Giuseppe Mazzoli    |

| N. |                   | Ruolo | Calciatore         |
| -- | ----------------- | ----- | ------------------ |
|    | Italia (bandiera) | C     | Antonio Mingazzi   |
|    | Italia (bandiera) | C     | Zanatto            |
|    | Italia (bandiera) | A     | Augusto Badini     |
|    | Italia (bandiera) | A     | Ettore Baruzzi     |
|    | Italia (bandiera) | A     | Macrelli           |
|    | Italia (bandiera) | A     | Arrigo Podetti     |
|    | Italia (bandiera) | A     | Furio Romualdi     |
|    | Italia (bandiera) | A     | Rossetti           |
|    | Italia (bandiera) | A     | Alfredo Rustignoli |